# Kolat tyg
Kolat tyg, även kallat förkolnat tyg (engelska: Char Cloth), är ett material med låg antändningstemperatur, som används som tände när man eldar. Det är en liten tygbit gjord av en naturlig fiber (som linne, bomull etcetera) som har omvandlats genom pyrolys.
Materialet används för att fånga gnistor från till exempel flinta och stål, varpå det börjar glöda. Det glödande kolade tyget kan då placeras tillsammans med något flambart för att få upp eld.